# Saltillo (Indiana)
Saltillo é uma cidade  localizada no estado americano de Indiana, no Condado de Washington.

## Demografia
Segundo o censo americano de 2000, a sua população era de 107 habitantes.
Em 2006, foi estimada uma população de 110, um aumento de 3 (2.8%).

## Geografia
De acordo com o United States Census Bureau tem uma área de
3,0 km², dos quais 3,0 km² cobertos por terra e 0,0 km² cobertos por água.

## Localidades na vizinhança
O diagrama seguinte representa as localidades num raio de 20 km ao redor de Saltillo.